# Bernardino Gálvez
Bernardino Gálvez Bellido (Andújar, 1891 - Madrid, 30 de septiembre de 1943) fue un violonchelista y musicólogo español que destacó en la primera mitad del siglo XX. 

## Biografía
Nació en 1891, en Andújar (Jaén, España). Hijo del violinista y violista Rafael Gálvez Rubio (Andújar, 14 de febrero de 1860-Barcelona, septiembre de 1910), y hermano de Rafael Gálvez Bellido (Madrid, 1895-Barcelona, 15 de septiembre de 1951), asimismo destacado pianista y violista. 
Se inició en sus estudios musicales con su padre, completando su formación más adelante, en Barcelona, con el reputado chelista Josep Soler. Se integra pronto en el Quinteto Filarmónico, formación disuelta en 1911 y en la que compartió atril con Josep Marimon (pianista-director), Joan Rigualt (violín), Lluis Sánchez (violín prinero) y Eduard Toldrà (violín segundo). Un poco más adelante, en el verano de 1916, formará parte del sexteto que actuaba diariamente en el Quiosco Alfonso de La Coruña. En este mismo año consta ya su participación como concertino en la Orquesta Sinfónica de Barcelona y en 1920 en la Orquesta Pau Casals, donde coincidirá con su hermano Rafael. Entre 1926 y 1929, dirigirá la Orquesta de Cámara de Barcelona y, entre 1928 y 1930, crea y gestiona la Escuela Orquestal Gálvez, una institución dedicada a la formación de jóvenes instrumentistas para su desempeño como concertistas de relieve. En estos mismos años también trabaja en calidad de profesor de violonchelo en el Conservatorio del Liceu, donde fue su discípulo el eminente Ricard Lamote de Grignon (1872-1949). En septiembre de 1929, fue llamado para dirigir la banda municipal de música de Mataró y, al tiempo, la Escuela de Música de la localidad.
A principios de la década de 1930, tanto Bernardino Gálvez como Pau Casals se convertirán en defensores de la viola tenor, un instrumento con una caja de 50 cm que se tocaba con la técnica del violonchelo y que, durante unos años, fabricará la casa Parramon de Barcelona. En 1934, funda el Trío Gálvez, con la violinista Neus Gas y la pianista Faustina Rovira, que ya en 1936 se había convertido en un cuarteto debido a la incorporación de la violinista Beneta Trulàs i Puig. A finales de esta década, Gálvez forma parte del conjunto que toca en Radio Zaragoza, dirigido por la pianista Pilar Bayona e integrado asimismo por Joaquín Roig (violín), José Calavia (violín), Agustín Serrano (viola). 
En su dimensión como compositor, Bernardino Gálvez dejó escritas tres sardanas y la canción patriótica Moscardó, de 1937, en homenaje al general José Moscardó e Ituarte. En calidad de musicólogo, dejó un elevado número de artículos de revista, dos monografías, dedicadas al general Mola y al tenor Miguel Fleta y firmadas bajo el seudónimo Ino Bernard. Es autor, asimismo, del opúsculo La guerra en el Santuario de la Virgen de la Cabeza, que vio la luz en Ávila en torno a 1937. 

## Obra

### Música
- Jugant, sardana
- El pati blau, sardana
- Pedralbes, sardana
- Homenaje al glorioso General Moscardó, canción patriótica. Zaragoza, Tipografía Aragonesa, 1937.

### Libros
- Fleta, el tenor de Aragón. Barcelona: Spes, 1939 [Ino Bernard, pseud.]
- Mola, mártir de España. Granada: Urania, 1938  [Ino Bernard, pseud.]

### Artículos en revista
- Musical-Hermes (1929), «Confesiones» (n.º  16, pág. 168).
- Música: Ilustración ibero-americana (1929). «Al correr de la pluma: reflejos» (n.º 10, pág. 176).
- Vibracions (1929-1930). En esta publicación polemizará con Maria Carratalà sobre el divorcio entre los músicos catalanes y la música moderna, que puede seguirse en los siguientes títulos: por parte de María Carratalà, «De la controvèrsia Farran i Mayoral - Francesc Pujol», «Respuesta al señor Gálvez Bellido» y «A B. Gálvez Bellido»; por parte de Bernardino Gálvez, «Controversia», «Controvèrsia amb Maria Carratalà» y «Les discussions. A Maria Carratalà».
- Ritmo (1930-1935).
- Boletín Musical (Córdoba) (1928-1931).
- Musicografía: Publicación mensual del Instituto-Escuela de Música (Monóvar, Alicante) (1933-1934). «Musicografía» (n.º 4, 1933, págs. 73-74), «José Iturbi» (n.º 7, 1933., págs. 145-.146), «Cómo nace una filarmónica» (n.º 10, 1934, pág. 41), «El Conservatorio de Castellón» (n.º 13, 1934, pág. 108), «Schumaniana» (n.º 15, 1934, págs. 154-155).
- Letras: revista literaria popular (Zaragoza) (1939). «Evocación de Andújar» (n.º 21, abril).